# Sieradz (stacja kolejowa)
Sieradz – stacja kolejowa w Sieradzu, w województwie łódzkim, w Polsce. Według klasyfikacji PKP ma kategorię dworca regionalnego.

## Ruch pasażerski[3]
| Rok  | Wymiana pasażerska na dobę | Miejsce w Polsce |
| ---- | -------------------------- | ---------------- |
| 2017 | 1300                       | bd.              |
| 2018 | 1300                       | bd.              |
| 2019 | 1300                       | 266.             |
| 2020 | 700-999                    | 271.             |
| 2021 | 1100                       | 243.             |
| 2022 | 1200                       | 284.             |
| 2023 | 1400                       | 271.             |

## Opis
Dworzec został wybudowany w XIX wieku. Budynek jest typową zabudową dla mniejszych stacji kolejowych ówczesnego zaboru rosyjskiego. Sieradz jest jedyną stacją pomiędzy Łodzią a Kaliszem na której zachowała się jeszcze sygnalizacja kształtowa.
Od grudnia 2012 do października 2013 przeprowadzono kosztem 2 mln zł gruntowny remont dworca, inwestycja została sfinansowana z budżetu państwa i środków własnych PKP SA. Uroczyste otwarcie kompleksowo wyremontowanego dworca miało miejsce 19 października 2013.

## Galeria

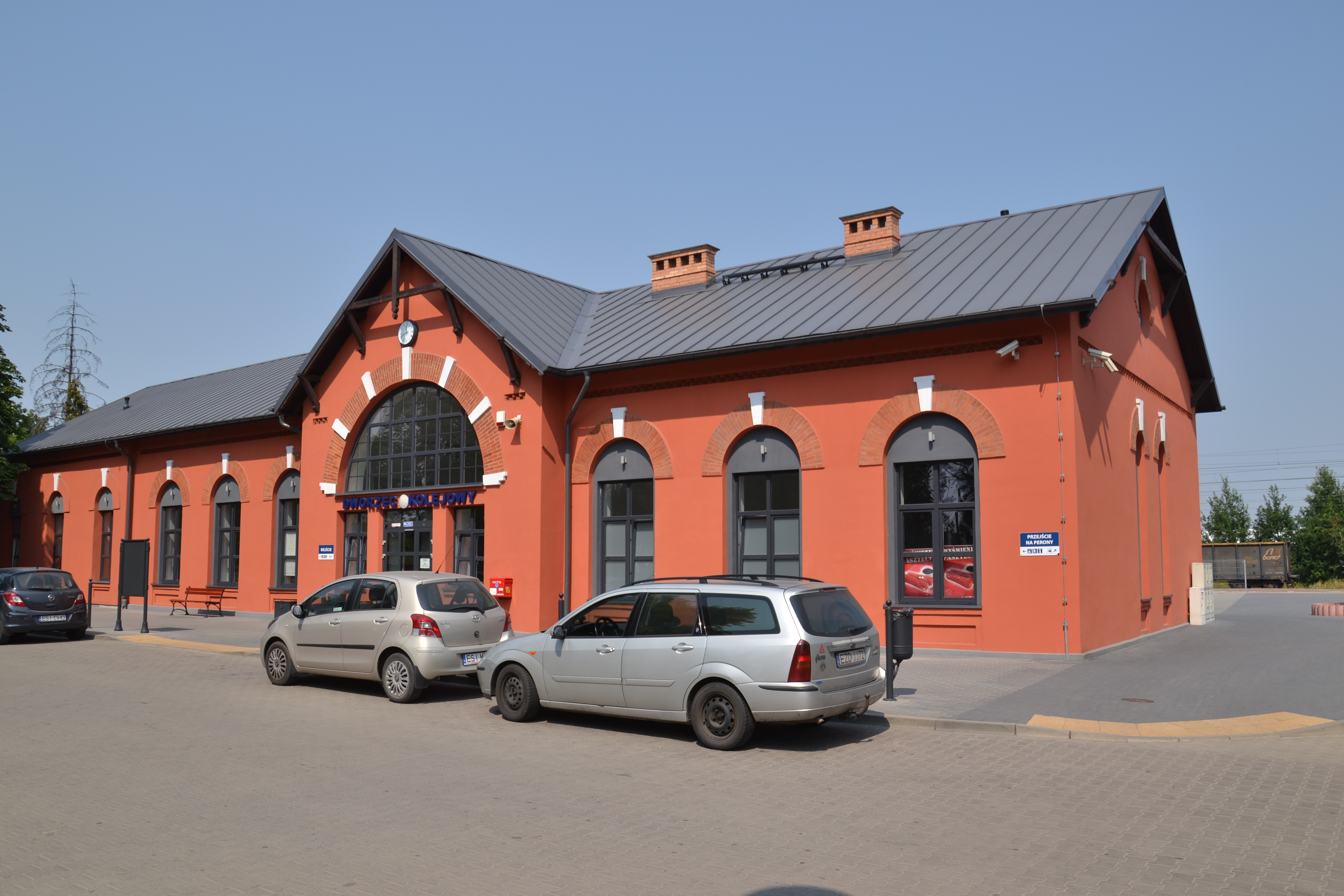
Dworzec od strony miasta
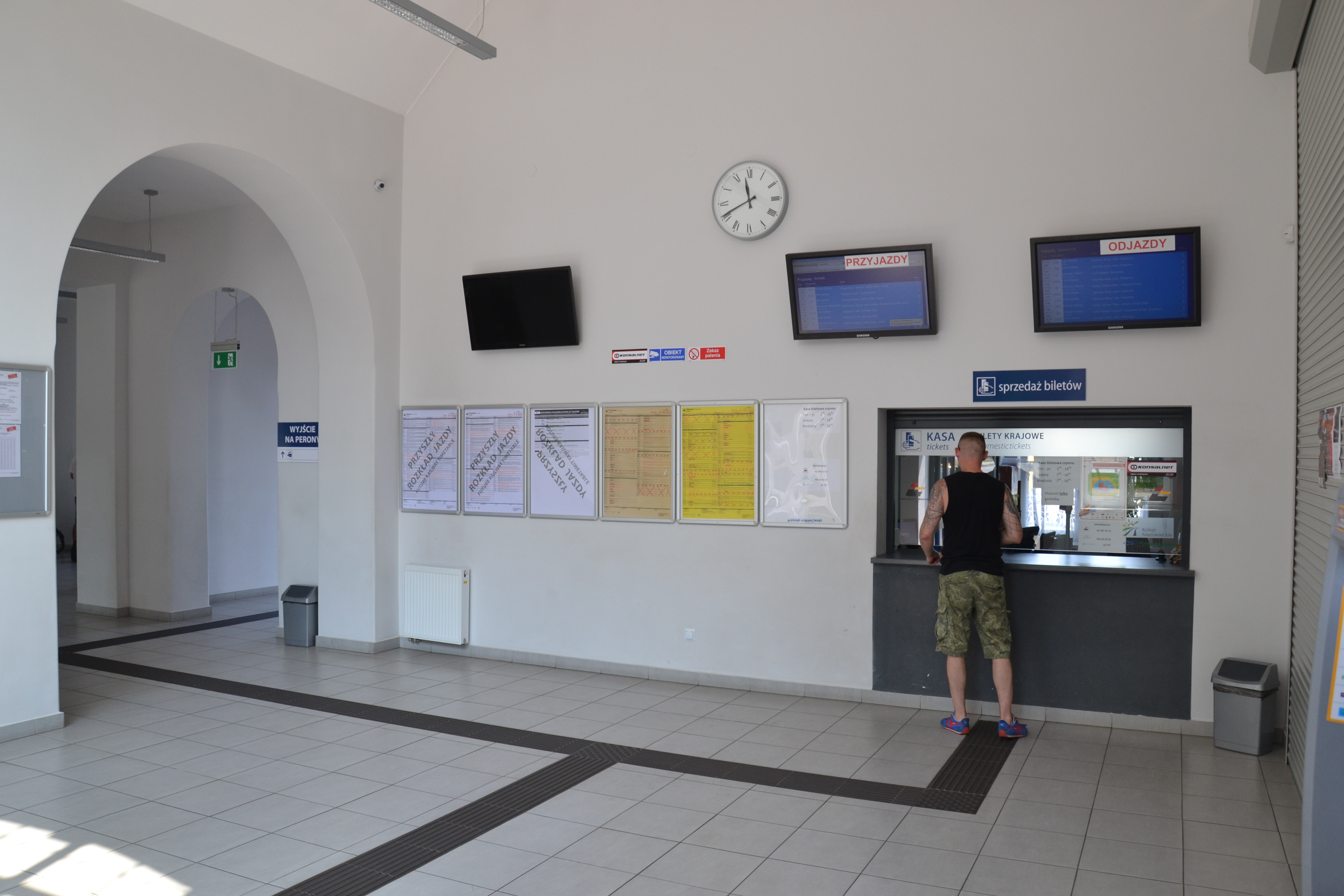
Wnętrze dworca
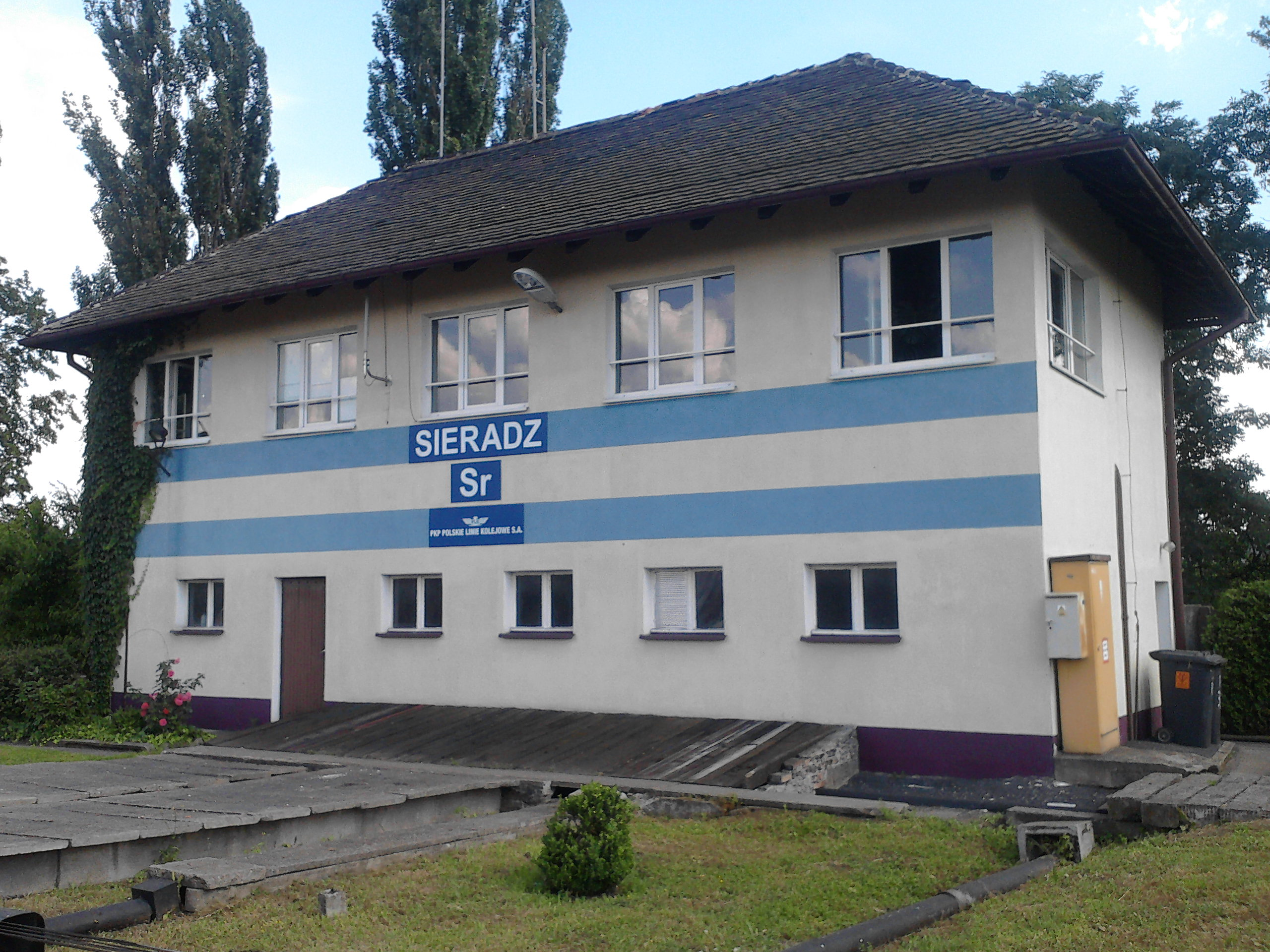
Nastawnia dysponująca
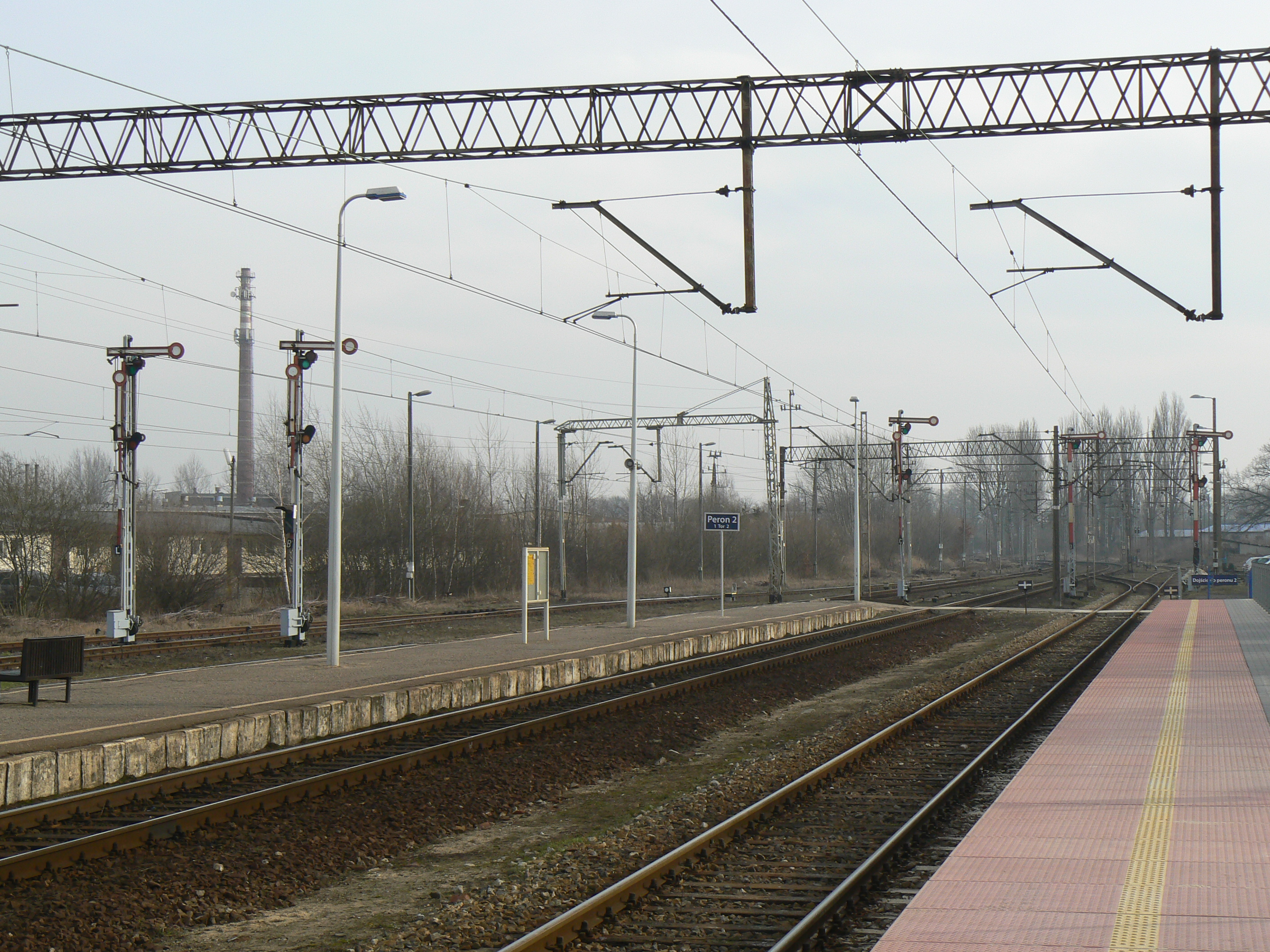
Semafory kształtowe
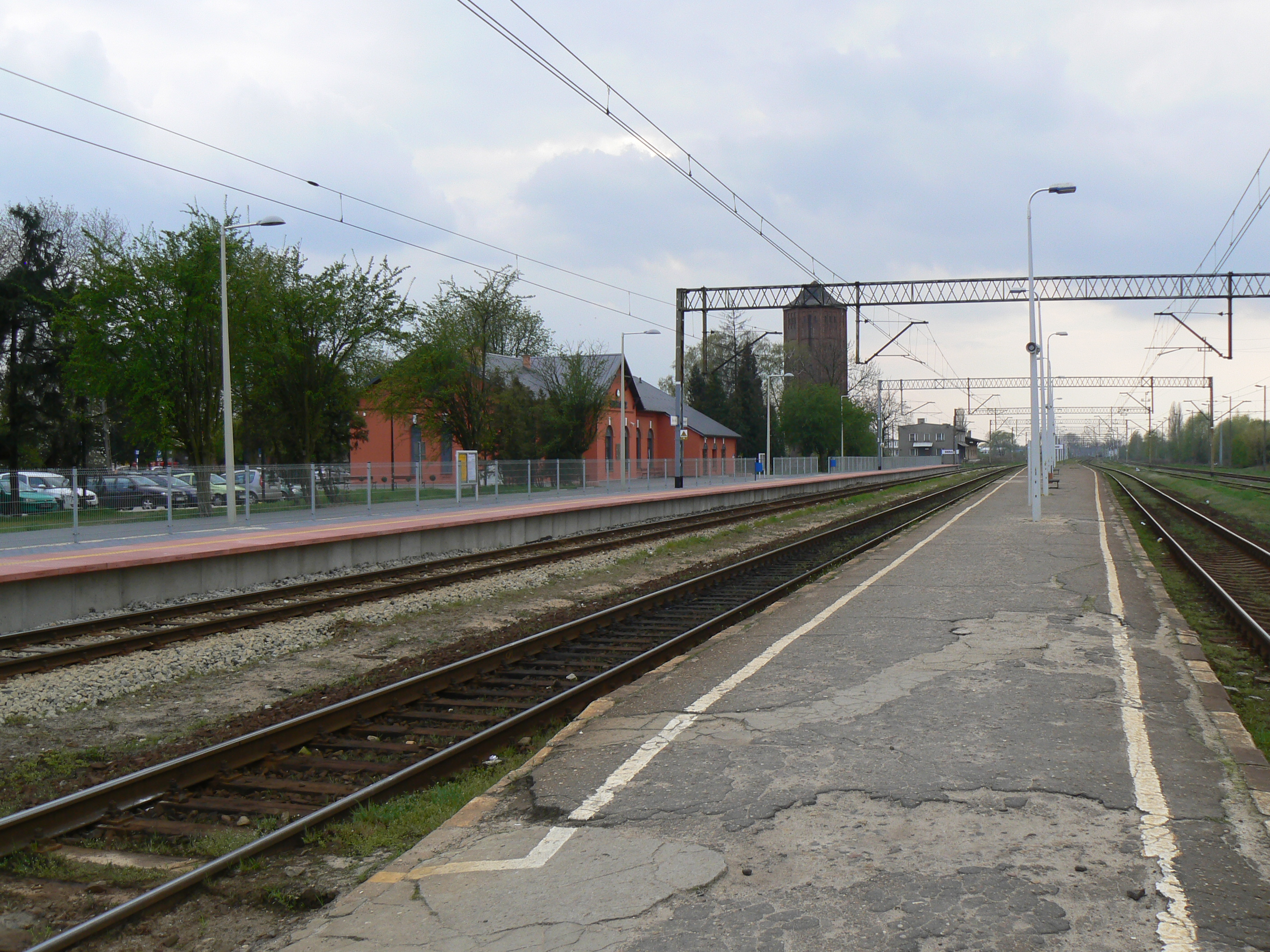
Widok ogólny
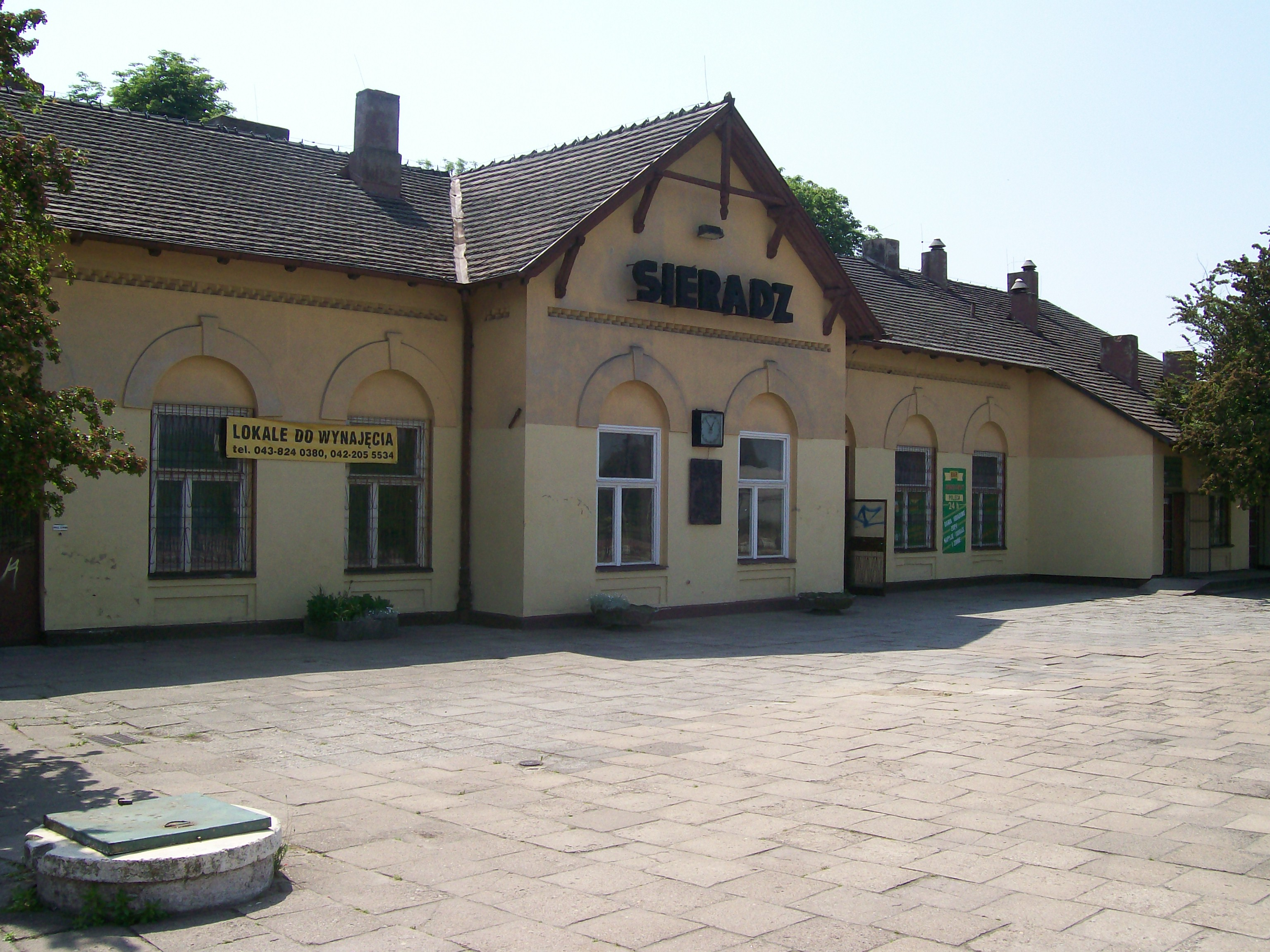
Dworzec przed remontem
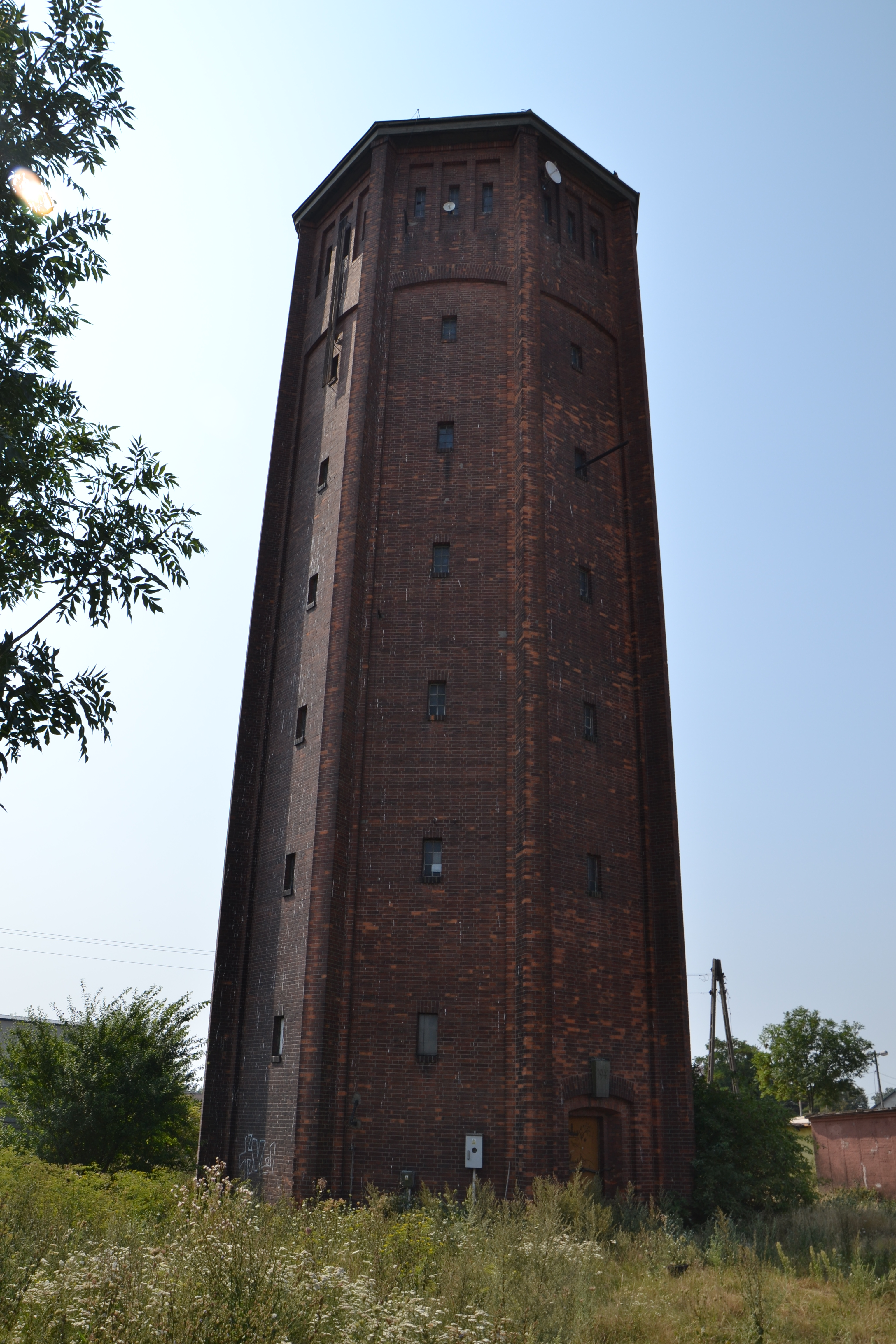
Wieża ciśnień